# Новошурмовский сельсовет
Новошурмовский сельсовет — упразднённая административно-территориальная единица, существовавшая на территории Московской губернии и Московской области до 1959 года.
Новошурмовский сельсовет был образован в первые годы советской власти. По данным 1922 года он входил в состав Хребтовской волости Сергиевского уезда Московской губернии.
В 1923 году Новошурмовский с/с был присоединён к Дубровскому с/с.
В 1924 году Дубровский с/с был переименован в Шурмовский, а в 1925 — в Больше-Дубровский. В 1926 году Больше-Дубровский с/с вновь стал именоваться Новошурмовским.
По данным 1926 года в состав сельсовета входили деревни Большие Дубравы, Ваулино и Новая Шурма, а также хутор и мельница.
В 1929 году Новошурмовский с/с был отнесён к Константиновскому району Кимрского округа Московской области.
17 июля 1939 года к Новошурмовскому с/с был присоединён Трёхселищенский с/с (селения Трёхселище, Григорово, Климово, Малинки, Малые Дубравы и посёлок подсобного хозяйства ЦВТ).
7 декабря 1957 года Константиновский район был упразднён и Новошурмовский с/с вошёл в состав Загорского района.
30 декабря 1959 года Новошурмовский с/с был упразднён. При этом все его населённые пункты были переданы в Хребтовский с/с.